# Sassetot-le-Mauconduit
Sassetot-le-Mauconduit là một xã thuộc tỉnh Seine-Maritime trong vùng Normandie miền bắc nước Pháp.

### Huy hiệu
| Arms of Sassetot-le-Mauconduit | The arms of Sassetot-le-Mauconduit are blazoned: Or, a millrind between 4 crosslets, and on a chief azure 2 anchors Or. |

## Dân số
| 1962                                         | 1968 | 1975 | 1982 | 1990 | 1999 | 2006 |
| -------------------------------------------- | ---- | ---- | ---- | ---- | ---- | ---- |
| 809                                          | 897  | 749  | 890  | 944  | 957  | 945  |
| Bắt đầu từ 1962: Dữ liệu dân số không bị lặp |      |      |      |      |      |      |